# Deda (rappeur)
Pour les articles homonymes, voir Deda.
Deda, de son vrai nom Andrea Visani, né le 2 janvier 1971 à Ravenne, dans l'Émilie-Romagne, est un rappeur et disc jockey italien. Il est un ancien membre du groupe de Sangue Misto.

## Biographie
La carrière musicale de Visani commence dans Bologne, vers la fin des années 1980, où il devient membre du groupe Isola Posse All Stars. En 1993, avec Neffa et DJ Gruff, il fonde le groupe Sangue Misto et publie en 1994 l'album SXM considéré par la presse italienne comme l'album hip-hop le plus représentatif,.
Après sa participation au sein de Sangue Misto qui devient Zero Stress, Deda continue à produire des bases et à écrire des rimes pour DJ Gruff, Neffa et Kaos One. En 1996, il réalise les pistes d'accompagnement pour l'album Neffa e i messaggeri della dopa de Neffa, qui contient le premier single Aspettando il sole avec Giuliano Palma. Deux ans plus tard, il collabore de nouveau avec Neffa pour la sortie de l'album 107 elementi. En 1999, il publie Merda e Melma avec Kaos One et Sean, produit pour L'attesa.
Sa dernière performance en tant que MC date de 2000 avec Gopher D dans Lu Servu de diu, et sa dernière production de rap date de 2006, avec la chanson Cani sciolti 2006 (nouvelle version de la célèbre chanson homonyme de Sangue Misto) ; elle est publiée dans Penna capitale de Club Dogo.

## Discographie

### Albums studio
- 2004 : Volume 1 - Moonbooty
- 2008 : Volume 2 - Rituals of Life
- 2010 : Dr. Know
- 2011 : Headcuts Volume 1
- 2011 : Headcuts Volume 2
- 2011 : Life in the City

### Albums collaboratifs
- 1991 : Stop Al Panico! (avec Isola Posse All Stars)
- 1992 : Passaparola (avec Isola Posse All Stars)
- 1994 : SxM (avec Sangue Misto)
- 1999 : Merda e Melma (avec Merda e Melma)